# Krasna Wola
Krasna Wola (biał. Красная Воля; ros. Красная Воля) – agromiasteczko na Białorusi, w obwodzie brzeskim, w rejonie łuninieckim, w sielsowiecie Wólka, nad Śmiercią.
Znajduje się tu parafialna cerkiew prawosławna pw. Świętych Nowomęczenników i Wyznawców Białoruskich.
Miejscowość zamieszkana była przez szlachtę zaściankową. W dwudziestoleciu międzywojennym leżała w Polsce, w województwie poleskim, w powiecie łuninieckim, w gminie Łachwa. W tym okresie miejscowość była siedzibą filii parafii rzymskokatolickiej w Łachwie, należącej do dekanatu Łuniniec, diecezji pińskiej.
Po II wojnie światowej w granicach Związku Sowieckiego. Od 1991 w niepodległej Białorusi.